# Grupa Bojowa SS Beyersdorf
Grupa Bojowa SS "Beyersdorf" (niem. SS Kampfgruppe "Beyersdorf") – grupa bojowa do zadań specjalnych, sformowana na początku lutego 1944 w obozie szkoleniowym Heidelager z ochotników ukraińskich, skierowanych na szkolenie z 14 Dywizji Grenadierów SS.
Utworzona została na polecenie SS-Obergruppenführera Wilhelma Koppe. Jej zadaniem było zwalczanie partyzantki na pograniczu dystryktu galicyjskiego i dystryktu lubelskiego Generalnego Gubernatorstwa oraz Reichskommissariat Ukraine.
Grupa liczyła około 2000 żołnierzy, składała się z jednego rozszerzonego kurenia o sile dwóch batalionów piechoty, dywizjonu artylerii lekkiej, plutonu saperów, plutonu artylerii przeciwpancernej, grupy łączności i oddziału taborowego, w sumie około 2000 żołnierzy. Dowódcą został zastępca dowódcy 14 Dywizji płk Friedrich Beyersdorf (zastępca dowódcy dywizji ds. zwalczania partyzantki), dowódcą piechoty kpt. Karl Bristot, dowódcą artylerii mjr Mykoła Palijenko.
W lutym i marcu grupa brała udział w akcji przeciwpartyzanckiej w rejonie Lubaczów-Biłgoraj-Zamość-Tomaszów Lubelski-Tarnogród-Cieszanów, oraz przeciw rajdowi zgrupowania sowieckich partyzantów Sidora Kowpaka (9 lutego – 9 marca 1944).
Grupa Beyersdorfa nie była przygotowana do działań przeciwpartyzanckich, składała się głównie z rekrutów ukraińskich bez doświadczenia bojowego. Działania grupy polegały głównie na marszach po śladach wycofujących się partyzantów. Do jedynego większego starcia doszło koło wsi Chmielnik, gdzie grupa rozbiła kilkusetosobowy sowiecki oddział partyzancki, ponosząc jednak duże straty.
Grupa została rozwiązana 30 marca 1944, a jej żołnierze powrócili do macierzystej 14 Dywizji.

## Literatura
- Marek Jasiak, Stanowisko i los Ukraińców w Generalnym Gubernatorstwie (bez Galicji) w latach okupacji niemieckiej, w: Polska-Ukraina. Trudne pytania, t. 4, ISBN 83-908944-2-4.